# Послотюх
Послотюх (Pluvianellus socialis) — вид сивкоподібних птахів монотипової родини послотюхових (Pluvianellidae).

## Таксономія
Тривалий час від відносили до родини сивкових (Charadriidae). Враховуючи морфологічні відмінності від інших представників родини, вид виокремлювали у монотипому підродину послотюшних (Pluvianellinae). Згодом, на основі молекулярних досліджень, таксон підняли до рангу родини. Вид тісно пов'язаний з антарктичними Chionidae

## Поширення
Птах гніздиться на півдні Чилі та Аргентини. Деякі птахи на зимівлю перелітають у центральні регіони цих країн.

## Спосіб життя
Послотюхи розмножуються біля води, відкладають два великих яйця на землю. З двох пташенят виживає, як правило, один. Харчуються дрібними безхребетними, яких підбирають на землі або поміж каміння.